# Pacer (album)
Pacer è il primo e unico album del gruppo The Amps, pubblicato nel 1995.

## Tracce
Tutte le canzoni sono state scritte da Kim Deal.
1. Pacer
2. Tipp City
3. I Am Decided
4. Mom's Drunk
5. Bragging Party
6. Hoverin
7. First Revival
8. Full on Idle
9. Breaking the Split Screen Barrier
10. Empty Glasses
11. She's a Girl
12. Dedicated